# Tour de Flandes 1933
El Tour de Flandes 1933 és la 17a edició del Tour de Flandes. La cursa es disputà el 2 d'abril de 1933, amb inici a Gant i final a Wetteren després d'un recorregut de 227 quilòmetres.
El vencedor final fou el belga Alfons Schepers, que s'imposà a l'esprint en l'arribada a Wetteren. Els també belgues Léon Tommies i Romain Gijssels arribaren segon i tercer respectivament.

## Classificació final
|    | Ciclista                    | Equip                       | Temps      |
| -- | --------------------------- | --------------------------- | ---------- |
| 1  | Alfons Schepers (BEL)       | La Française - Dunlop       | 6h 51' 00" |
| 2  | Léon Tommies (BEL)          | Alcyon-Dunlop               | m. t.      |
| 3  | Romain Gijssels (BEL)       | Dilecta-Wolber              | m. t.      |
| 4  | Alfons Deloor (BEL)         | Dilecta-Wolber              | m. t.      |
| 5  | Joseph Lambert (BEL)        | Dilecta-Wolber              | m. t.      |
| 6  | Léon Louyet (BEL)           | Genial Lucifer - Hutchinson | m. t.      |
| 7  | Emiel Decroix (BEL)         | Cycles Depas                | m. t.      |
| 8  | Georges Lemaire (BEL)       | Cycles Depas                | m. t.      |
| 9  | Jozef-Hubert Horemans (BEL) | Dilecta-Wolber              | m. t.      |
| 10 | Sylvère Maes (BEL)          | Alcyon-Dunlop               | m. t.      |